# Lijst van burgemeesters van Aalst (Noord-Brabant)
Dit is een lijst van burgemeesters van de voormalige Nederlandse gemeente Aalst (Noord-Brabant) tot die gemeente op 1 januari 1923 opging in de gemeente Waalre.
| Ambtsperiode | Naam burgemeester          | Partij of stroming | Bijzonderheden                      |
| ------------ | -------------------------- | ------------------ | ----------------------------------- |
| 1812 - 1843  | Jasper (J.) van de Ven     |                    | maire/schout/burgemeester           |
| 1844 - 1866  | Jan (J.) van de Ven        |                    |                                     |
| 1867 - 1886  | Jan/Joannes (J.) Swane     |                    |                                     |
| 1886 - 1916  | Jan (J.) van Vorstenbosch  |                    |                                     |
| 1916 - 1922  | Gerardus (G.) van Dommelen |                    | aansluitend burgemeester van Waalre |